# L'Annunziatore Umbro Sabino
L'Annunziatore Umbro-Sabino fu un quotidiano edito a Terni nel periodo compreso tra il 1883 ed il 1888.

## Storia
Venne stampato nello stabilimento tipografico Alterocca ed il suo proprietario fu Virgilio Alterocca, il quale dalle colonne del giornale lanciò numerose battaglie per la crescita della città ed il superamento di problemi quali l'analfabetismo ed il miglioramento delle condizioni in cui versava la classe operaia. Dal 1887 cambio' denominazione in Il Corriere Umbro Sabino. Cessò le pubblicazioni l'anno successivo per ragioni di coerenza legate ai molteplici impegni assunti dal suo proprietario. L'Annunziatore Umbro Sabino fu uno dei quotidiani che presero parte ad un'adunanza della stampa umbra svoltasi a Perugia il 28 giugno 1885. L'assemblea, voluta proprio dal suo direttore Virgilio Alterocca, doveva avere lo "scopo di concordare un vero patto di fratellanza a rendere meno arduo e più proficuo il nobilissimo compito che la Stampa si propone”. Vi parteciparono inoltre L'unione liberale di Perugia e Terni (rappresentata dall'avv. Stefano Lazzari), La Provincia dell'Umbria, Lo Spartaco di Spoleto, Il Topino di Foligno, Il Progresso Agricolo di Foligno e L'Umbria Agricola di Perugia. A questi vanno poi aggiunti la Nuova Umbria di Spoleto, Il Municipio di Città di Castello e l'Obolo del povero di Rocca Sinibalda (aderirono ma senza prendere parte al congresso). Nel corso dell'assemblea furono presentati, ed approvati, ben undici punti, di cui due caldeggiati proprio dall'Alterocca.